# La Part animale
Pour plus de détails, voir Fiche technique et Distribution.
La Part animale est un film français réalisé par Sébastien Jaudeau, sorti en 2007.

## Fiche technique
- Titre : La Part animale
- Réalisation : Sébastien Jaudeau
- Scénario : Sébastien Jaudeau, Isabelle Coudrier et Yves Bichet, d'après le roman homonyme d'Yves Bichet (Gallimard, 1994)
- Montage : Bertrand Collard
- Photographie : Pierre Cottereau
- Son : Jean-François Mabire
- Musique : Evgueni Galperine
- Sociétés de production : Les Productions Balthazar - Rhône-Alpes cinéma
- Pays de production :  France
- Durée : 87 minutes
- Date de sortie :
  - France : 24 octobre 2007

## Distribution
- Sava Lolov : Étienne
- Rachida Brakni : Claire
- Niels Arestrup : Henri
- Anne Alvaro : Brigitte
- Dora Doll : Maria
- Carl Brandt : François
- Pierre Louis-Calixte : l'équarisseur
- Marie Desgranges : la prof de musique

## Sélection
- Festival de Cannes 2007 : programmation ACID